# Wamba crispulus
Wamba crispulus là một loài nhện trong họ Theridiidae.
Loài này thuộc chi Wamba. Wamba crispulus được Eugène Simon miêu tả năm 1895.